# Gliese 180 d
Gliese 180 d è un pianeta extrasolare distante 38 anni luce dalla Terra e orbitante intorno alla stella nana rossa Gliese 180. Di tale sistema fanno parte anche Gliese 180 b e Gliese 180 c, scoperti nel 2014.

## Caratteristiche e abitabilità
L'orbita del pianeta si trova nei pressi del confine più esterno della zona abitabile di Gliese 180. Il periodo orbitale è di 106,34 giorni e dista circa 0,31 UA dalla propria stella madre, una piccola nana rossa avente una massa di 0,43 M⊙. La massa minima del pianeta è circa 7,5 volte quella della Terra, mentre il raggio nel caso si trattasse di un pianeta roccioso simile alla Terra, potrebbe circa il doppio di quello terrestre, e in quel caso sarebbe catalogabile come una super Terra.